# Casenove
Casenove is een plaats (frazione) in de Italiaanse gemeente Foligno.